# El gran milagro
El gran milagro (bra: O Maior Milagre) é um filme católico mexicano de animação 3D, lançado em 2011, que mostra o significado e a importância da participação na Santa Missa. Foi produzido devido ao chamado do Papa Bento XVI para o Ano da Fé. O objetivo foi de atingir o público infantil a conhecer a Missa e mostrar "a importância da fé, do amor, e da esperança nos momentos de crise". Atualmente, o filme pode ser assistido pela Netflix.

## Sinopse
O filme apresenta a liturgia do rito romano da Santa Missa. O enredo gira em torno de três personagens, que têm problemas pessoais: Monica, uma viúva que batalha pelo seu sustento e de seu filho de nove anos, chamado Diego; Don Chema, um motorista de transporte público que recebe a notícia de que seu filho tem câncer; e Dona Cata, uma idosa que sente que sua missão na vida está chegando ao fim. As histórias se entrelaçam quando sentem uma grande necessidade de estar na igreja e participar da Missa. Já na igreja, eles contam com a presença de seus anjos da guarda, e acabam por testemunhar o verdadeiro significado da Missa, da confissão e da Eucaristia. Durante a celebração, os anjos explicam a eles o significado de cada momento da momento da missa. Monica acaba tendo uma visão de seu falecido marido, Fernando, durante a oração eucarística, que aparece ao lado de outras almas que já estão no céu. Don Chema vivencia uma visão da Virgem de Guadalupe, que intercede a Jesus e alcança a cura de seu filho. Dona Cata participa da missa pela última vez, e é encontrada morta por sua filha, e é levada ao céu após uma vida profundamente cristã.

## Trilha sonora
O filme, com trilha sonora de Mark McKenzie, ganhou o prêmio na categoria de Melhor Trilha Sonora Independente no Hollywood Music in Media Awards de 2011, além de receber duas indicações para o International Film Music Critics Association (IFMCA Award), nas categorias de Melhor Banda, Som do Ano, Filme, e Melhor Música Original para Longa-Metragem de Animação.